# Sterbetz István
Sterbetz István (Nagyszénás, 1924. január 20. – Sződliget, 2012. május 18.) ornitológus, természetvédelmi szakember, a Magyar Madártani Intézet munkatársa, majd igazgatója.

## Élete
Gyermekkorától természeti környezetben nevelkedett. Édesapja széles látókörű, nagy szakmai tudással rendelkező földbirtokos volt, aki rendszeresen vadászott, és a dél-magyarországi ornitológusok közül többel – Beretzk Péterrel, valamint a szegedi származású Vasvári Miklóssal – is tartotta a kapcsolatot.
A gimnáziumot Szarvason végezte, majd 1946-ban Debrecenben szerzett agrármérnöki diplomát. 1947-től a Szegedi Tudományegyetemen folytatta tanulmányait biológia–földrajz szakon, ahol részt vett az Általános Állattani Tanszék háború utáni újjáélesztésében. Két év után azonban politikai okokból meg kellett válnia az egyetemtől. A szegedi évek alatt az ornitológia mellett a fényképezés is örök szerelmévé vált, egyúttal későbbi műveinek az írással egyenrangú részévé. 1950-től a varászlói és biharugrai tógazdaságokban, majd állami gazdasági vonalon dolgozott. A Fehér-tó és Biharugra meghatározó élményeket szolgáltattak későbbi vízivadkutatással kapcsolatos munkásságának elindításához. Származása miatt rövidesen ettől a munkahelyétől is meg kellett válnia. A Fővárosi Állat- és Növénykertben, majd a Gyógyszeripari Kutatóintézetben vállalt átmeneti munkák után 1963-ban került a Madártani Intézetbe, ahol – időközben igazgatóként is –, 1983-as nyugdíjazásáig munkálkodott.
Nyugdíjas éveiben is sokáig megőrizte aktivitását: még 2010-ben is jelent meg írása a Nimród Vadászújságban. Hetvenes éveiben járva arra panaszkodott, szellemi tettrekészségét sajnos teste fizikai ereje már nem tudja követni. Felesége, Telepy Katalin művészettörténész betegsége, majd 2007-ben történő elvesztése lelkileg nagyon megviselték, és régi jó kedélyét már soha nem nyerte vissza. Türelemmel viselt betegsége végül erősebbnek bizonyult nála: a sződligeti nyugdíjasotthonban érte a halál 2012. május 18-án.

## Szakmai munkássága
Közvetlenül az Magyar Madártani Intézetbe kerülése után, 1964-ben summa cum laude minősítéssel egyetemi doktori címet szerzett a Gödöllői Agrártudományi Egyetemen A magyarországi rizstermesztés madártani problémái című disszertációjával, melyben a tógazdasági gyakorlat során szerzett tudományos igényű vizsgálatokat foglalta össze.
A Madártani Intézetben kifejtett munkásságának első éveiben – mikor az Intézet még a Növényvédelmi Kutatóintézethez tartozott – alkalmazott ornitológiai kérdésekkel, így táplálkozásvizsgálattal, illetve ökológiai problémákkal foglalkozott. Később, amikor az Intézet az Országos Természetvédelmi Hivatalhoz került, akkor annak természetvédelmi főfelügyelőjeként Békés és Csongrád megye természetvédelmének megszervezése lett fő feladata. Hű maradt dél-alföldi gyökereihez, egyik kiemelt teendője volt a túzokvédelem gyakorlatának kidolgozása, a dévaványai Túzokvédelmi Állomás létesítése, e faj nemzetközi jelentőségű védelmének megszervezése. Másik fő feladatkörét a vízivadvédelmi munka képezte. Publikációinak zöme is a túzokkal és a vízimadarakkal kapcsolatban készült.
Szakmai és közéleti munkája is sokrétű volt. 1958 óta tagja volt a Magyar Biológiai Társaság Állattani Szakosztályának, számos előadást tartva ott. Alapító tagja és első főtitkára volt a Magyar Madártani Egyesületnek, melynek egészen a 2000-es évek elejéig tagja maradt. 1973 és 1982 között a Madártani Intézet folyóiratának, az Aquilának is a szerkesztője volt. 1995-ig több éven át felkért előadója volt a Gödöllői Agrártudományi Egyetemen szervezett vadgazdálkodási szakmérnöki képzésnek.
A magyar természetvédelmet nemzetközi szinten is színvonalasan képviselte: 1972–1982 között a Nemzetközi Madárvédelmi Tanács (International Council for Bird Protection – mai nevén BirdLife International) Túzokvédelmi Munkacsoportjának volt a tagja; 1975–1982 között pedig a Nemzetközi Vízivadkutató Iroda (International Waterfowl Resaearch Bureau – ma Wetlands International) nemzetközi szervezetében képviselte Magyarországot. Sokat tett Magyarországnak a rámszari és a berni egyezményekhez való csatlakozása szakmai előkészítésében; előbbinek magyar delegáltja és kapcsolattartója volt 1979–1983 között. A természetért, a madarakért és vadállományunkért végzett kiemelkedő munkáját a legkülönbözőbb módon értékelték és ismerték el. 1968-ban a Finn Természetvédelmi Szövetség is tiszteletbeli tagjává választotta.
Tudományos és államigazgatási munkássága mellett hasonlóan kiemelkedő életművet hagyott hátra mint szépíró. A természetvédelem és vadászat témájában írt könyvei a színvonalas hazai mezőnyben is felveszik a versenyt bármely vadászíró társának műveivel. Élő és hiteles szakmai kapocs volt a vadgazdálkodás és a természetvédelem együttműködésében, az esetenként előforduló érdekeltérések közötti kompromisszum megtalálásában. Kéttucatnyi önálló tudományos kiadványt vagy szépirodalmi művet is felölelő közel hétszáz tudományos és ismeretterjesztő munkája közül 127 az Aquilában, 40 pedig az Állattani Közleményekben jelent meg.
A Dél-Alföldön, szülőföldjén nagy szerepe volt a védett területek kialakításában. A túzokvédelem és a vízivadkutatás kiemelkedő szakembere, nevéhez fűződik többek között a dévaványai Túzokvédelmi Állomás létesítése is. Számtalan előadása, publikációja fontos szakmai forrása a hazai természetvédelmi tevékenységnek.

## Díjai, elismerései
- Finn Természetvédelmi Szövetség tiszteletbeli tagja (1968)
- Pro Natura emlékérem (1978)
- Nimród emlékérem (1981)
- Munka Érdemrend ezüst fokozata (1983)
- Herman Ottó-díj (1986)
- Hubertus Kereszt arany fokozata (1994)
- Teleki Sámuel-érem (1999)
- Magyar Nemzeti Vadászrend aranyérme (2002)
- Res Nullius díj (2007)
- a Magyar Vadászkamara és a Magyar Vadászati Védegylet Arany Érdemkeresztje (2008)
- A Magyar Köztársasági Érdemrend tisztikeresztje polgári tagozat (2010)

## Emlékezete

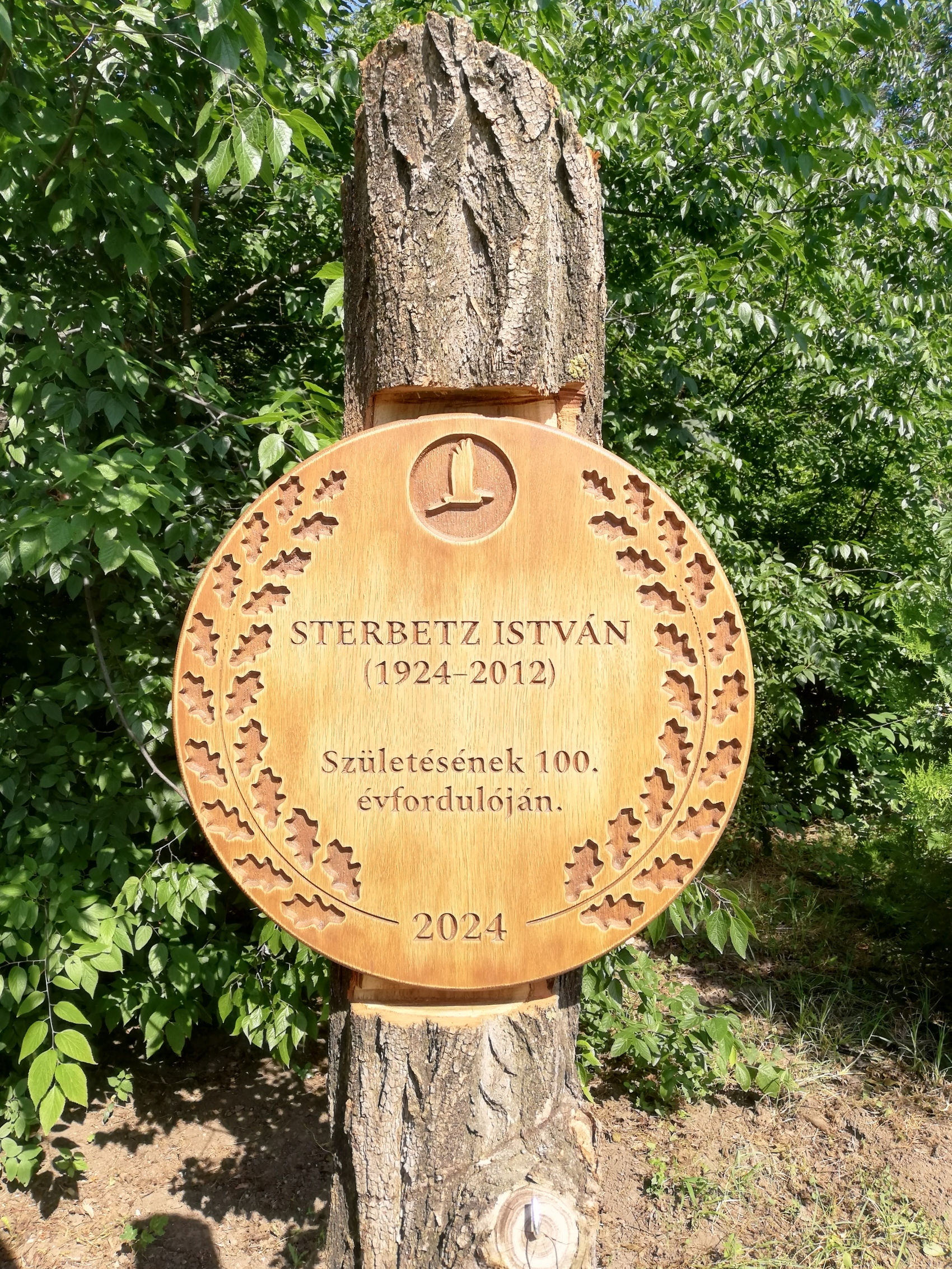
A nagyszénási vadászház kertjében álló emléktáblája

- Nevét viseli a dévaványai túzokvédelmi látogatóközpont
- Nagyszénáson róla nevezték el a helyi lőteret; 2024-ben, születésének 100. évfordulója alkalmából leplezték le emléktábláját a helyi vadászház kertjében[1]
- 2018-ban emlékére díjat alapítottak az Orosházi Táncsics Mihály Gimnáziumban, melyet minden évben a kimagasló biológiai kutatást végző diáknak adnak

## Főbb művei
- Der Seidenreiher (Egretta garzetta). Die Neue Brehm Bücherei Heft 292. Wittenberg Lutherstadt. A. Ziemsen Verlag, 1961
- A túzok (Fodor Tamással és Nagy Lajossal). Budapest. Mezőgazdasági Kiadó, 1971
- Vízivad. Budapest. Mezőgazdasági Kiadó, 1972
- Die Brachschwalbe (Glareola pratincola). Die Neue Brehm Bücherei. Heft 462. Wittenberg Lutherstadt, A. Ziemsen Verlag, 1974
- Vadászható madaraink 6. Budapest. Országos Természetvédelmi Hivatal. MAVOSz, 1974
- A természet szolgálatában. Budapest. Natura, 1975
- Élő örökségünk. Génerózió, génbank. Budapest. Mezőgazdasági Kiadó, 1979
- Élő múzeumok. Budapest. Natura, 1980
- Protected Wetlands of International Importance in Hungary. Description of protected  wetlands accepted to the Ramsar Convention. Budapest, Országos Környezet- és Természetvédelmi Hivatal, 1981
- Őszi vizeken. (Vadásztörténetek). Móra Kiadó, 1983 (ISBN 963 11 3042 8)
- A daru Magyarországon. Budapest. Mezőgazdasági Kiadó, 1985
- A nagy parancs. Budapest. Móra Ferenc Könyvkiadó, 1985
- A túzok védelme Magyarországon. GRAFO Kiadói Iroda, 1986
- Vadludak országutján. Budapest. Nimród Alapítvány, 1993
- Alföldi mozaik (Kovács Gáborral és Márkus Ferenccel). Budapest. TermészetBÚVÁR Alapítvány Kiadó, 1995
- Zöld kalapban. Nimród Alapítvány, Nimród Vadászújság, Dénes Natur Műhely, 1997
- Trófeákkal beszélgetek. Budapest. Nimród Alapítvány, 1998
- Védett természeti értékeink a magyar képzőművészetben. (Telepy Katalinnal) Budapest. Mezőgazda Kiadó, 1999
- Őszi tücsök hangol. Budapest. Dénes Natur Műhely, 2000
- Természetvédelmi elvárások a vadászetikában. Eger. Educatio ‘98 Kft, 2003
- Természetvédő ösvényeken. Dénes Natur Műhely, 2003
- Puskával a Nagypusztán. Nimród Alapítvány, Nimród Vadászújság, Dénes Natur Műhely, 2005
- Mesél a múlt... Ahogy elődeink vadásztak. 100 éves a Nimród; szerk. Sterbetz István, Fáczányi Ödön; Országos Magyar Vadászkamara, Bp., 2012